# Emilio Comici
Emilio Comici, né à le 21 février 1901 à Trieste (autrichienne à l'époque) et mort le 19 octobre 1940 à Selva di Val Gardena, est un grimpeur, alpiniste, spéléologue et guide italien qui a joué un rôle prépondérant dans l'avènement de l'alpinisme « moderne ».

## Biographie
Emilio Comici pratique durant sa jeunesse plusieurs sports et notamment la spéléologie dans le Carso et les Alpes juliennes (avec l'association "XXX octobre"[Quoi ?], il atteindra la profondeur record de - 500 m), avant de se tourner en 1927-1928 vers la haute montagne et mettre un terme à la suprématie alpinistique des Austro-allemands dans les Dolomites. Il se place au premier rang des grimpeurs en 1931 avec la « directissime » ouverte à la Civetta. Pour Comici, auteur d'une vingtaine de premières, la première idéale est « droite comme une goutte d'eau qui tombe ». Il considérait l'alpinisme non comme un sport, mais comme un art. Il meurt le 19 octobre 1940, victime d'une chute provoquée par la rupture d'un anneau de corde lors d'un rappel.
Emilio Comici est le promoteur de la première école d'escalade italienne.

## Ascensions importantes
- 1928 - Face nord de la Cima di Riofreddo (2 507 m) avec Fabjan
- 1929 - Spigolo nord-est de la  Cima di Riofreddo avec Fabjan
- 1929 - Face nord de la Sorella di Mezzo (Punta Sorapiss, Dolomites), première voie italienne en degré VI, avec Fabjan
- 1930 - Face ouest de la Cima di Terrarossa dai piani del Montasio
- 1931 - Voie « directissime » sur la face nord-ouest de la Grande Civetta avec Giulio Benedetti
- 1933 - Face nord de la Cima Grande ou « Grande cime » (2 999 m), la plus élevée et centrale cime des Tre Cime di Lavaredo, avec Angelo Dimai et Giuseppe Dimai
- 1933 - Spigolo Giallo de la Cima Piccola ou « Petite cime » (2 857 m), la moins élevée des Tre Cime di Lavaredo, avec Mary Varale et R. Zanutti
- 1936 - Spigolo nord-ouest de la Cima Piccola avec Mazzorana
- 1937 - Première ascension solitaire de la face nord de la Cima Grande en trois heures et quarante-cinq minutes
- 1939 - Face nord du Campanile Comici au Sassolungo avec Severino Casara

## Publications
- Emilio Comici, Alpinisme héroïque